# Epson

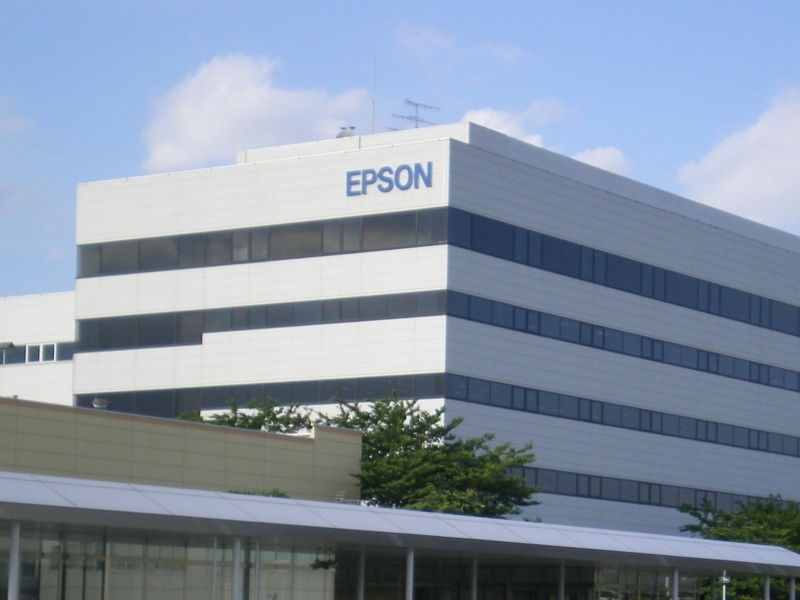
Placówka firmy w Tokio

Seiko Epson Corporation (jap. セイコーエプソン株式会社 Seikō Epuson Kabushiki-gaisha; Epson) – japoński producent drukarek, skanerów, projektorów i innych urządzeń oraz akcesoriów związanych głównie z drukowaniem i wyświetlaniem obrazów z siedzibą w Suwie założony 18 maja 1942 roku.